# Hedwig and the Angry Inch (film)
Pour l’article homonyme, voir Hedwig and the Angry Inch.
Pour plus de détails, voir Fiche technique et Distribution.
Hedwig and the Angry Inch, et Hedwig au Québec, est un film musical dramatique américain réalisé par John Cameron Mitchell, sorti en 2001. Adaptation de la comédie musicale éponyme de 1998, le film raconte l'histoire poignante de Hedwig Robinson, un chanteur de rock punk gay originaire de Berlin-Est. Contraint de subir une chirurgie de réattribution sexuelle qui se solde par un résultat incomplet – laissant ce qu'Hedwig appelle un "pouce en colère" –, il vit par la suite en tant que femme trans aux États-Unis. Là, Hedwig affronte divers défis et subit des transformations en quête d'amour, d'identité et de renommée. Le récit navigue entre le passé et le présent d'Hedwig, explorant sa relation complexe avec un jeune protégé, Tommy, qui devient une star du rock en s'appropriant ses chansons.
Le film se distingue par sa narration unique, intégrant des éléments de comédie, de drame, et de musique rock, et explorant des thèmes tels que l'identité de genre, l'acceptation de soi et la quête de plénitude. La représentation de Hedwig par Mitchell, reprise de la production théâtrale originale, est acclamée par la critique, contribuant à la profondeur émotionnelle et à l'authenticité du film.
Malgré sa sortie limitée, Hedwig and the Angry Inch a réalisé un chiffre d'affaires de 3,6 millions de dollars pour un budget estimé à 6 millions de dollars, et a depuis acquis un suivi culte dévoué. L'impact du film a été reconnu au Festival du film de Sundance en 2001, où il a remporté les prix du meilleur réalisateur et du public. Il a également reçu le prix du meilleur premier film de la part du National Board of Review, des Gotham Awards et de Los Angeles Film Critics Association. John Cameron Mitchell a été nommé pour un Golden Globe du meilleur acteur dans un film musical ou une comédie, mettant en valeur le mélange du film d'humour et de narration poignante.

## Synopsis
Hansel Schmidt, adolescent gay et passionné de musique rock, est enfermé à Berlin-Est, derrière le Mur de Berlin. Son destin bascule lorsqu'il rencontre Luther Robinson, un soldat américain. Luther propose à Hansel de se marier, le persuadant de subir une chirurgie de réattribution sexuelle afin de quitter l'Allemagne de l'Est communiste pour l'Ouest en tant que sa femme. La mère d'Hansel, Hedwig, lui donne son prénom et son passeport et trouve un chirurgien pour l'opération. Malheureusement, l'opération est un échec, laissant Hansel — désormais Hedwig — avec une excroissance dysfonctionnelle d'environ 2,5 cm, ou bien, l'infâme "Angry Inch".
Arrivée aux États-Unis, à Junction City, Kansas, en tant qu'épouse de Luther, Hedwig est abandonnée par ce dernier le jour de leur premier anniversaire de mariage, et, oh l'ironie des choses, c'est également le jour où la chute du mur de Berlin est annoncée. Ses sacrifices semblent dérisoires. Hedwig se réinvente alors, acceptant son identité de femme, travaillant dans divers petits emplois et retrouvant sa passion pour la musique.
Elle forme un groupe de rock avec des épouses d'origine coréenne de militaires américains et se lie d'amitié avec Tommy Speck, un adolescent chrétien en proie au doute. Après lui avoir enseigné l'histoire du rock, Hedwig le transforme en rock star sous le nom de "Tommy Gnosis". Cependant, Tommy s'enfuit avec les chansons de Hedwig pour devenir une star.
Hedwig et son groupe, The Angry Inch, se retrouvent à jouer dans une chaîne de restaurants de fruits de mer en déclin, tout en poursuivant un procès pour droits d'auteur contre Tommy. Cette phase de sa vie est marquée par des performances dans des lieux modestes, où Hedwig, à travers ses chansons et ses récits, partage des fragments de son histoire et de ses réflexions intimes. Son récit se mêle à celui d'Aristophane dans Le Banquet de Platon, particulièrement évoqué dans la chanson 'The Origin of Love'. Dans cette œuvre, Hedwig explore le concept des origines de l'amour et de la nature humaine, un thème central du film.
Le mythe, tel que raconté par Hedwig, décrit les êtres humains en tant qu'anciennes créatures rondes, dotées de deux visages, quatre bras et quatre jambes. Les dieux, en colère et intimidés, qui craignaient leur puissance presque divine, scindèrent ces êtres en deux. Cette séparation laissa chaque moitié avec un désir ardent et éternel de retrouver son autre perdue. Ce récit évoque le mythe de l'androgyne et suggère que chaque être humain, à l'origine double, fut divisé par Zeus. Depuis, chacun cherche sans cesse sa moitié manquante, qu'elle soit homme ou femme. La conviction de Hedwig que Tommy est son âme sœur, mêlée à son conflit intérieur entre réunification et destruction, incarne la quête éternelle de l'unité et la complexité des liens humains.
Vers la fin du film, après avoir été rejetée par son groupe et son manager, Hedwig se retrouve seule, s'engageant dans le travail du sexe. Elle retrouve Tommy et après une confrontation dramatique et un accident de voiture, Hedwig devient célèbre alors que la popularité de Tommy s'effondre. Dans le dernier chapitre du film, qui semble se dérouler dans un espace non réel, peut-être dans l'esprit de Hedwig, elle se découvre seule face à Tommy sur une immense scène. Tommy chante pour Hedwig, demandant pardon et faisant ses adieux ; elle réalise alors qu'elle a créé son "autre moitié" en elle-même. La scène finale montre Hedwig marchant nue dans une ruelle sombre et dans la rue, symbolisant une union de ses moitiés séparées, une réconciliation avec son moi profond.

## Distribution
Légende : VQ = Version Québécoise
- John Cameron Mitchell (VQ : Sébastien Dhavernas) : Hansel Schmidt / Hedwig
- Michael Pitt (VQ : Hugolin Chevrette) : Tommy Speck / Tommy Gnosis
- Miriam Shor (VQ : Camille Cyr-Desmarais) : Yitzhak
- Andrea Martin (VQ : Johanne Garneau) : Phyllis Stein
- Alberta Watson : Hedwig Schmidt, la mère de Hansel
- Maurice Dean Wint : sergent Luther Robinson
- Stephen Trask : Skszp
- Ben Mayer-Goodman : le jeune Hansel
- Theodore Liscinski : Jacek
- Rob Campbell (en) (VQ : Jean-Jacques Lamothe) : Krzysztof
- Michael Aronov : Schlatko
- Alberta Watson : Hedwig Schmidt, la mère de Hansel
- Maurits Niggebrugge : le père de Hansel
- Sook-Yin Lee : Kwahng-Yi
- Rosie O'Donnell : elle-même
- Dar Williams : chanteuse sur la scène principale
- Karen Hines : publiciste de Tommy

## Bande-originale
1. "Tear Me Down"
2. "Tear Me Down" (version de Tommy Gnosis)
3. "The Origin of Love"
4. "Sugar Daddy"
5. "Angry Inch"
6. "Wig in a Box"
7. "The Origin of Love" (version de Tommy Gnosis) (seulement un extrait)
8. "Wicked Little Town"
9. "I Will Always Love You" (seulement un extrait)
10. "The Long Grift" (seulement un extrait)
11. "Freaks" (seulement un extrait)
12. "In Your Arms Tonight"
13. "Hedwig's Lament"
14. "Exquisite Corpse"
15. "Wicked Little Town (Reprise)"
16. "Midnight Radio"

En 2003, un CD de reprises des chansons du film par des artistes tels que Yoko Ono et Cyndi Lauper a été publié. Il a bénéficié à l'Institut Hetrick-Martin et a été nommé d'après l'une des chansons les plus populaires de la comédie musicale "Wig in a Box". Le groupe de goth-metal Type O Negative a enregistré une reprise de "Angry Inch" sur leur album de 2003 Life Is Killing Me.

## Production
La production de Hedwig and the Angry Inch, dirigée par John Cameron Mitchell, a débuté lors de la période Off-Broadway du musical. Mitchell, ayant déjà joué un rôle crucial dans la comédie musicale, a été chargé d'adapter et de diriger le film. Il a travaillé sur le développement du scénario, notamment durant les ateliers du Festival de Sundance, où il a élaboré des scènes clés, comme celle de la bande-annonce avec Tommy Speck. À la suite de ces développements, le film a été présenté au Festival du Film de Sundance.
D'après le DVD, la plupart des chants principaux, dont "Hedwig's Lament" de la bande-originale, ont été enregistrés en live pour capter l'énergie des performances. Cela différait de l'enregistrement en studio pour les autres titres de l'album.

## Sortie

### Marketing
Pour la promotion de Hedwig and the Angry Inch, John Cameron Mitchell et Stephen Trask ont performé à deux reprises dans l'émission "The Rosie O'Donnell Show", la seconde fois avec Dean DeLeo des Stone Temple Pilots. Initialement, le studio avait des réserves quant à une performance en drag pour une émission familiale de jour, mais a cédé sous l'insistance d'O'Donnell. Mitchell et son groupe y ont interprété "The Origin of Love".

### Réception critique
Sur Rotten Tomatoes, le film obtient une note de 92 % basée sur 113 critiques, avec une moyenne de 7,9/10. Le consensus critique suggère que Hedwig and the Angry Inch pourrait être le prochain film culte à l'instar de The Rocky Horror Picture Show, louant son énergie rock et sa portée émotionnelle. Sur Metacritic, il a une note moyenne de 85 sur 100, indiquant un "acclaim universel".

### Box-office
Le film a rapporté initialement 3 644 200 $ aux États-Unis pour un budget de 6 millions de dollars. Il a été lancé dans 9 cinémas le 20 juillet 2001, se classant 28e au box-office lors de son premier week-end. En 2019, The Criterion Collection a sorti le film en Blu-ray pour la première fois. Mitchell a mentionné que la faible performance initiale au box-office était en partie due à la date de sortie du film, juste après les attentats du 11 septembre 2001. Malgré un début modeste, le film a acquis un statut culte international et figure sur de nombreuses listes des meilleurs films.

## Fiche technique
- Titre original et français : Hedwig and the Angry Inch
- Titre québécois : Hedwig
- Réalisation : John Cameron Mitchell
- Scénario : John Cameron Mitchell et Stephen Trask
- Photographie : Frank G. DeMarco
- Montage : Andrew Marcus
- Musique : Stephen Trask
- Production : Christine Vachon
- Société de production : New Line Cinema
- Pays de production :  États-Unis
- Durée : 95 min.
- Dates de sortie :
  - États-Unis : 20 juillet 2001
  - France : 26 septembre 2001

## Récompenses et honneurs
| Année | Cérémonie                                               | Catégorie                                                            | Nommé(e)                                           | Résultat   |
| ----- | ------------------------------------------------------- | -------------------------------------------------------------------- | -------------------------------------------------- | ---------- |
| 2001  | Berlin International Film Festival                      | Best Feature Film (Teddy Award)                                      | Best Feature Film (Teddy Award)                    | Lauréat    |
| 2001  | Sundance Film Festival                                  | Grand Jury Prize                                                     | Grand Jury Prize                                   | Nomination |
| 2001  | Sundance Film Festival                                  | Audience Award (Dramatic)                                            | Audience Award (Dramatic)                          | Lauréat    |
| 2001  | Sundance Film Festival                                  | Directing Award (Dramatic)                                           | John Cameron Mitchell                              | Lauréat    |
| 2001  | National Board of Review, USA                           | Best Debut Director                                                  | John Cameron Mitchell                              | Lauréat    |
| 2001  | Gotham Awards                                           | Open Palm Award (Best Debut Director)                                | John Cameron Mitchell                              | Lauréat    |
| 2001  | Los Angeles Film Critics Association Awards             | New Generation Award                                                 | John Cameron Mitchell                              | Lauréat    |
| 2001  | Deauville Film Festival                                 | CineLive Award                                                       | John Cameron Mitchell                              | Lauréat    |
| 2001  | Deauville Film Festival                                 | Critics Award                                                        | John Cameron Mitchell                              | Lauréat    |
| 2001  | Deauville Film Festival                                 | Grand Special Prize                                                  | John Cameron Mitchell                              | Lauréat    |
| 2001  | Gijon International Film Festival                       | Best Actor                                                           | John Cameron Mitchell                              | Lauréat    |
| 2001  | Montreal Comedy Festival                                | Special Jury Prize                                                   | Special Jury Prize                                 | Lauréat    |
| 2001  | Provincetown International Film Festival                | Best Feature                                                         | Best Feature                                       | Lauréat    |
| 2001  | San Francisco International Film Festival               | Audience Award for Best Narrative Feature                            | Audience Award for Best Narrative Feature          | Lauréat    |
| 2001  | San Francisco International Lesbian & Gay Film Festival | Best First Feature                                                   | John Cameron Mitchell                              | Lauréat    |
| 2001  | Seattle International Film Festival                     | Best Actor                                                           | John Cameron Mitchell                              | Lauréat    |
| 2001  | Stockholm International Film Festival                   | Honorable Mention                                                    | Honorable Mention                                  | Lauréat    |
| 2002  | Golden Globe Awards                                     | Golden Globe Award for Best Actor – Motion Picture Musical or Comedy | John Cameron Mitchell                              | Nomination |
| 2002  | Independent Spirit Awards                               | Best Feature                                                         | Best Feature                                       | Nomination |
| 2002  | Independent Spirit Awards                               | Best Cinematography                                                  | Frank G. DeMarco                                   | Nomination |
| 2002  | Independent Spirit Awards                               | Best Director                                                        | John Cameron Mitchell                              | Nomination |
| 2002  | Independent Spirit Awards                               | Best First Screenplay                                                | John Cameron Mitchell                              | Nomination |
| 2002  | Independent Spirit Awards                               | Best Male Lead                                                       | John Cameron Mitchell                              | Nomination |
| 2002  | Phoenix Film Critics Society Awards                     | Best Use of Previously Published or Recorded Music                   | Best Use of Previously Published or Recorded Music | Lauréat    |
| 2002  | L.A. Outfest                                            | Best Performance by an Actor in a Leading Role                       | John Cameron Mitchell                              | Lauréat    |
| 2002  | L.A. Outfest                                            | Best Performance by an Actress in a Supporting Role                  | Miriam Shor                                        | Lauréat    |
| 2002  | Florida Film Critics Circle Awards                      | Best Songs                                                           | Best Songs                                         | Lauréat    |
| 2002  | Florida Film Critics Circle Awards                      | Newcomer of the Year                                                 | John Cameron Mitchell                              | Lauréat    |
| 2002  | GLAAD Media Awards                                      | Outstanding Film (Limited Release)                                   | Outstanding Film (Limited Release)                 | Lauréat    |

## Anecdotes
Les fans de Hedwig and the Angry Inch sont appelés les « HedHeads », en références aux Dead-heads, les fans des Grateful Dead.
Mitchell explique que Hedwig n’est pas une femme transgenre, mais genderqueer : « Elle est plus que simplement Homme ou Femme », explique-t-il. « Elle est d’un genre unique et c’est ce qui fait d’Hedwig quelqu’un d’accidentellement magnifique ». Mitchell continue « Bien que Hedwig est supposée être un porte-parole queer, elle n’est pas censée être la voix de la transidentité. Le changement de sexe d’Hedwig n’est pas un choix. Hedwig ne parle pas pour la communauté trans, étant donné qu’elle a été mutilée ! »
Le film a généré une forme de petit culte qui rappelle celui qui entoure le Rocky Horror Picture Show, avec des séances de minuit ou des jeux de déguisements et d'interprétations de dialogue devant le film.
Plusieurs acteurs connus ont joué Hedwig sur scène, entre autres Michael Cerveris (un acteur déjà récompensé par un Tony Award), l'ancien membre de Brat Pack Ally Sheedy, et le chanteur de glam-rock, Donovan Leitch, fils du compositeur de folk-rock Donovan. Plus récemment, les célèbres acteurs Neil Patrick Harris, Michael C. Hall ou encore Darren Criss ont interprété Hedwig à Broadway.
Le nom du manager agressif de Hedwig, Phyllis Stein, est un jeu de mots sur le nom philistin.
Le film est mentionné dans la série Sex Education sur Netflix. Deux des personnages principaux  se rendent tous les ans à une représentation du film.
Il est également mentionné dans la série Netflix Riverdale (saison 4 épisode 17) lorsque Kevin Keller souhaite en faire le thème principal du nouveau spectacle de Riverdale High School.